# Vanne
Pour les articles homonymes, voir Vanne (homonymie).

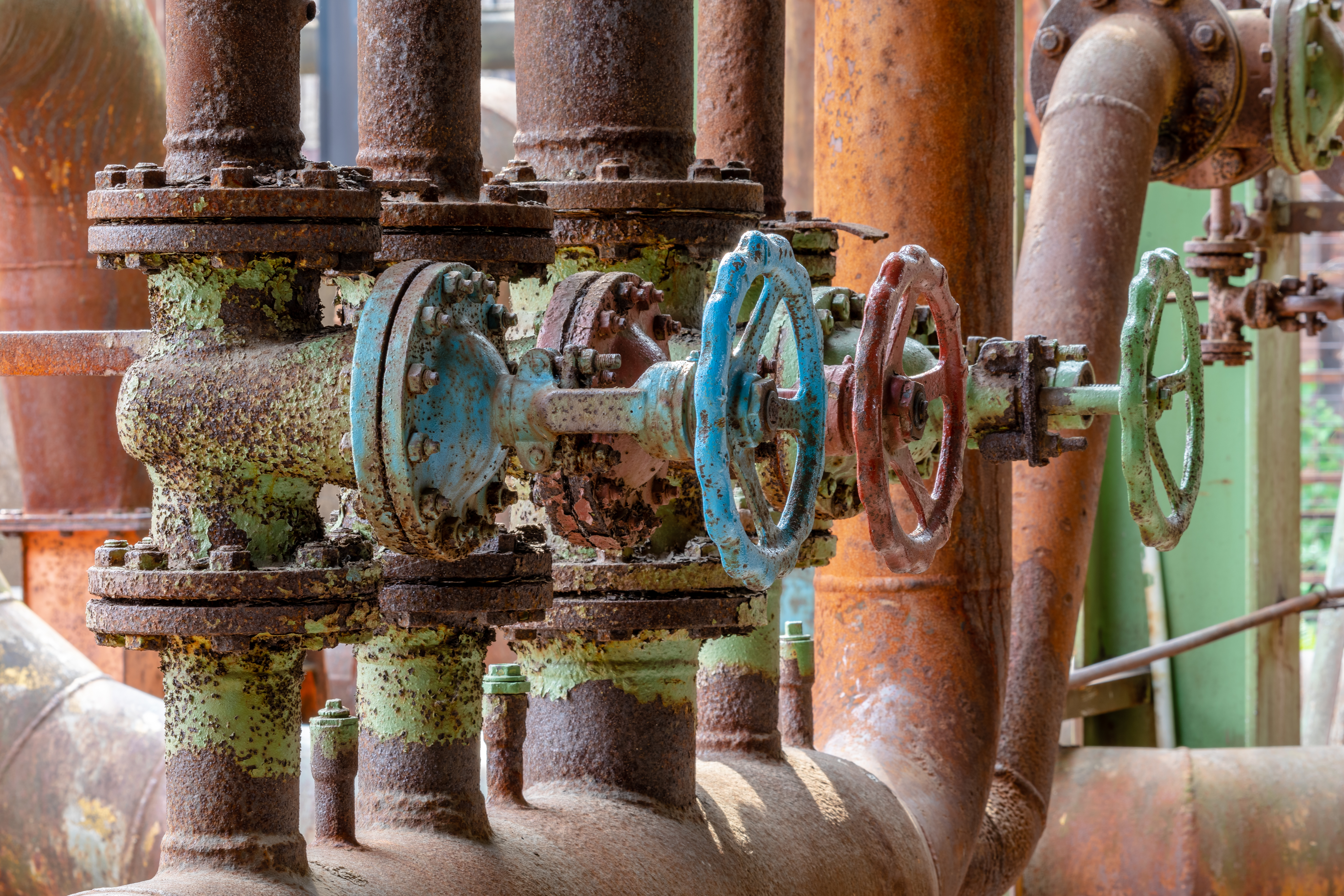
Vannes dans le parc paysager de Duisbourg Nord.

Une vanne est un dispositif destiné à contrôler (stopper ou modifier) le débit d'un fluide liquide, gazeux, pulvérulent ou multiphasique, en milieu libre (canal) ou en milieu fermé (canalisation).

## Terminologie
L'équivalent anglais de vanne est le mot valve, dont le sens est plus général puisqu'il recouvre les traductions de valve, vanne et de soupape en français.
Le terme synonyme de vanne est robinet. Il est parfois utilisé pour des modèles de petites dimensions, couramment montés sur des canalisations domestiques.

## Éléments d'une vanne

### Composants

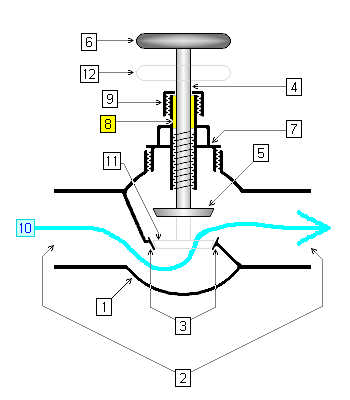
Section d'une vanne à clapet.

Toutes les vannes sont constituées des parties fonctionnelles suivantes (voir aussi la figure ci-contre) :
1. Corps (body en anglais) ;
2. Voie ou passage (port en anglais) ;
3. Portée ou siège (seat en anglais) ;
4. Axe ou tige (stem en anglais) ;
5. Opercule, obturateur ou rotor, tels que : boisseau, papillon, guillotine, sphère ou boule... (disc, rotor ou valve member en anglais), appelé tablier lorsque la vanne est plate ;
6. Volant ou actionneur (actuator en anglais) : élément extérieur à la vanne stricto sensu, qui permet de manœuvrer celle-ci ;
7. Chapeau ou bonnet (bonnet en anglais) ;
8. Garniture de presse-étoupe (packing en anglais) : qui permet de maintenir l'étanchéité ;
9. Écrou de presse étoupe (gland nut en anglais);

Commentaires :
10. Sens d'écoulement du fluide ;
11. Position de l'opercule lorsque la vanne est fermée ;
12. Position du volant lorsque la vanne est fermée.

### Raccordement
À ces éléments s'adjoint un système de raccordement à la tuyauterie (interface de la vanne avec la tuyauterie amont et aval). Il peut être :
1. soudé (à embout ou à emmanchement) ;
2. boulonné (à brides) ;
3. vissé.

### Automatisation
Une vanne peut être automatisée, par le biais d'un servomoteur (un élément assurant la conversion d'un signal de commande en mouvement de la vanne).

## Histoire

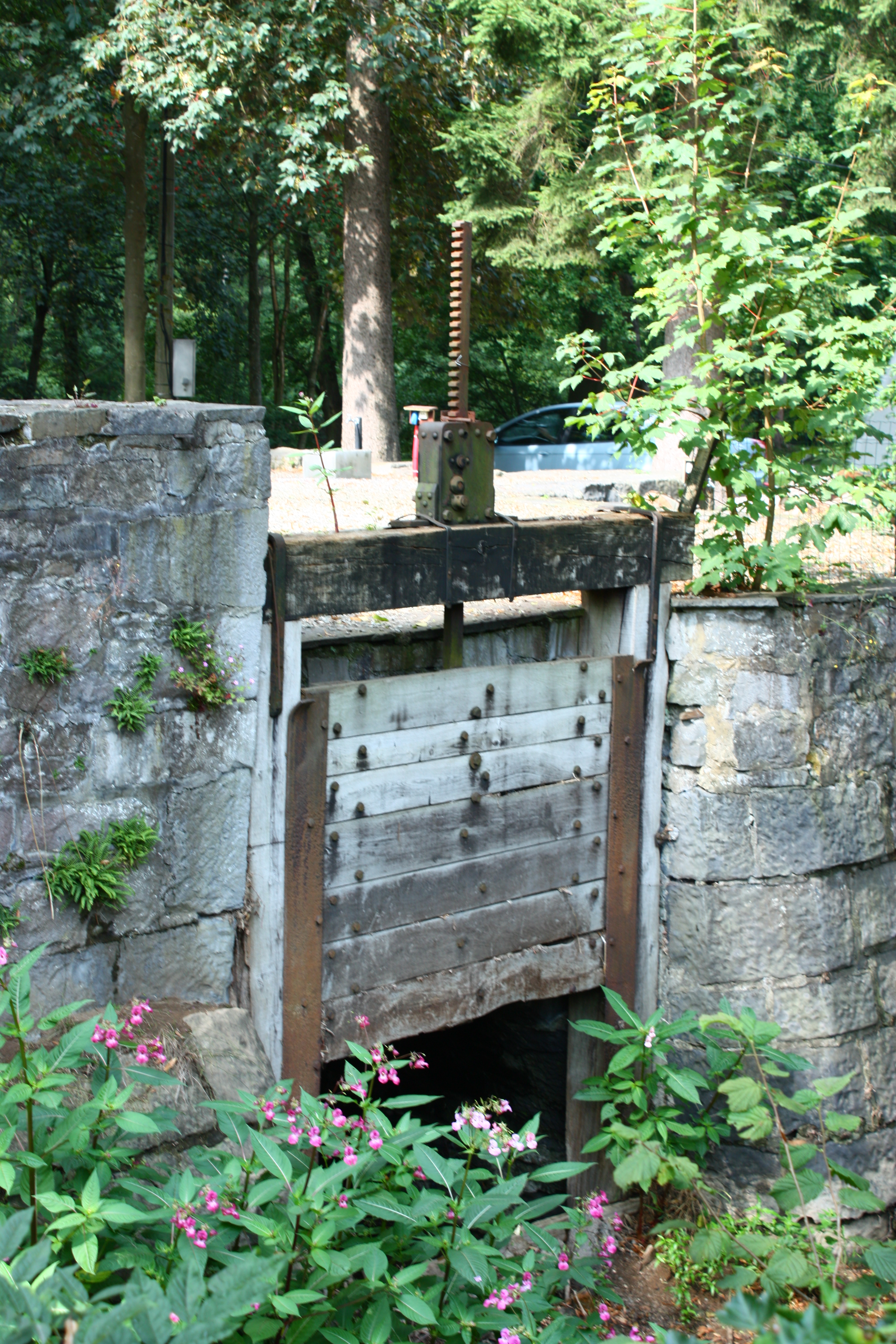
Vanne de dérivation d'eau. Aujourd'hui ce type de vanne est appelé « martelière ».

Autrefois le terme désignait en charpenterie, une porte mobile, posée verticalement entre deux coulisses, qui servait à retenir ou lâcher les eaux d'une écluse ou d'un étang.

## Caractéristiques des vannes

Schématisation d'une vanne en tuyauterie.

### Spécification d'une vanne
Pour définir une vanne, il est nécessaire d'en spécifier les éléments suivants :
- Le type : à boisseau, à opercule, à soupape, à papillon, etc.
- La taille : depuis le petit robinet jusqu'à la très grosse vanne de régulation du débit d'eau dans une centrale hydroélectrique
- La norme de construction : qui définit les encombrements, la taille des brides éventuelles. Les normes usuelles sont la norme ISO, DIN ou ANSI
- La pression nominale de conception (PN) : standardisée selon les normes, par exemple PN16, PN25, PN40 (pour 16, 25 ou 40 bar).
- Le raccordement sur la tuyauterie : à visser (NPT ou BSPT), à brides, à souder (BW : bout à bout; SW : à emmanchement).
- La matière de construction :  définie suivant la compatibilité des matériaux avec le fluide.
- L'actionnement de la vanne : manuel ou motorisé. Électrique, on parle alors d'électrovanne, hydraulique ou pneumatique.

## Catégories de vannes
Les vannes répondent à différents besoins :  
- Le principe d'obstacle au débit de fluide : le papillon, l'opercule, le boisseau conique, le boisseau sphérique, le trois-voies, la guillotine, etc.
- La fonction : la régulation d'un débit, la purge, l'arrêt, etc. ;

### Aperçu: formes du corps de vanne
On distingue différents corps de vanne: 
- Corps droit : l'entrée (du fluide) et la sortie de la vanne sont dans le même axe
- Corps d'angle : l'entrée et la sortie sont dans 2 plans perpendiculaires
- Corps mélangeur : la vanne possède deux entrées et une sortie afin de permettre le mélange de deux fluides
- Corps de dérivation (répartiteur) : la vanne possède une entrée et 2 sorties afin de permettre la séparation du fluide selon 2 directions.

### Aperçu: principales catégories
Ces vannes sont décrites dans les sections ci-après.
1. vanne à opercule ou à passage direct
2. vanne à clapet/siège ou robinet à soupape
3. vanne à boule ou à boisseau sphérique
4. vanne à boisseau conique, ou vis-pointeau
5. vanne papillon
6. vanne guillotine
7. vanne à piston
8. vanne à cage
9. vanne à membrane
10. vanne rotative
11. vannes spéciales
12. vannes droites

### Vanne à opercule ou à passage direct

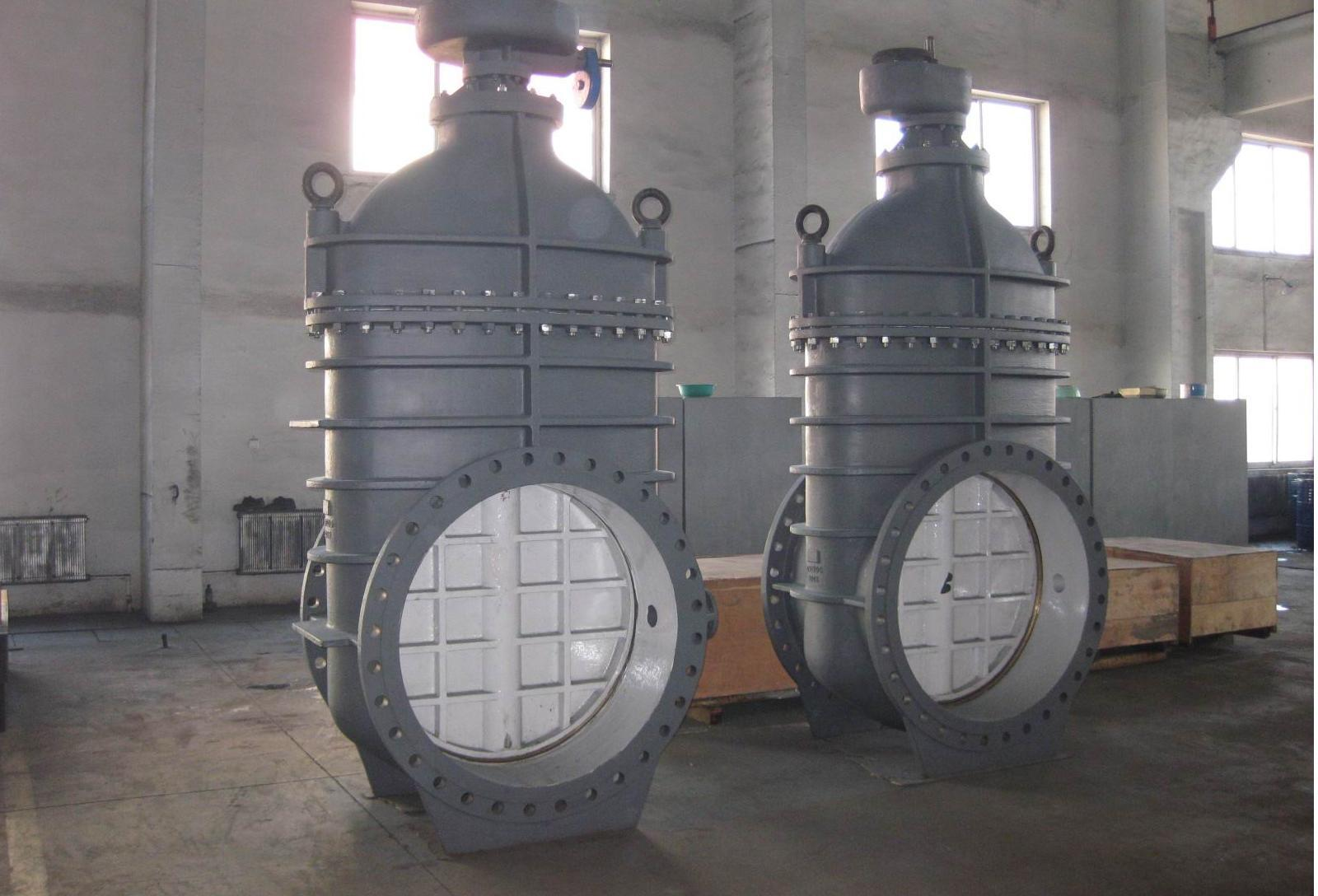
Vanne à opercule - grand diamètre

La vanne à opercule arrête le débit et isole la tuyauterie aval. Elle est appelée à passage direct, car elle permet le passage intégral du fluide, sans perte de charge dans la tuyauterie lorsqu'elle est complètement ouverte.  
L'obturateur est à siège oblique à opercule (monobloc ou flexible), double opercule ou à  sièges parallèles. 
Le chapeau est à tige montante, à tige fixe à filet intérieur ou à tige coulissante à levier.
Le volant est fixé sur la tige qui se déplace avec celui-ci, ou fileté avec la tige qui monte à l'intérieur du volant fixe, ou l'opercule se déplace sur le filet extérieur de la tige qui est fixe. L'on dira "à tige montante".

### Vanne à clapet/siège ou à soupape

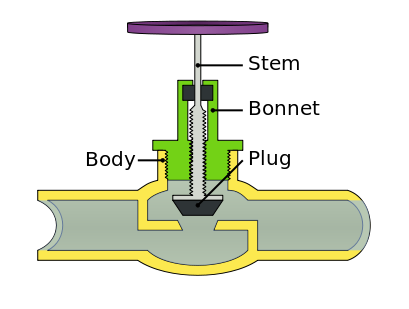
Principe de fonctionnement d'un robinet à clapet

Dans une vanne à clapet ou encore appelée à soupape, le fluide est dévié à l'entrée de la vanne vers le clapet (plug en anglais) qui module le débit en fonction de son éloignement par rapport au siège de la vanne (ouverture). 

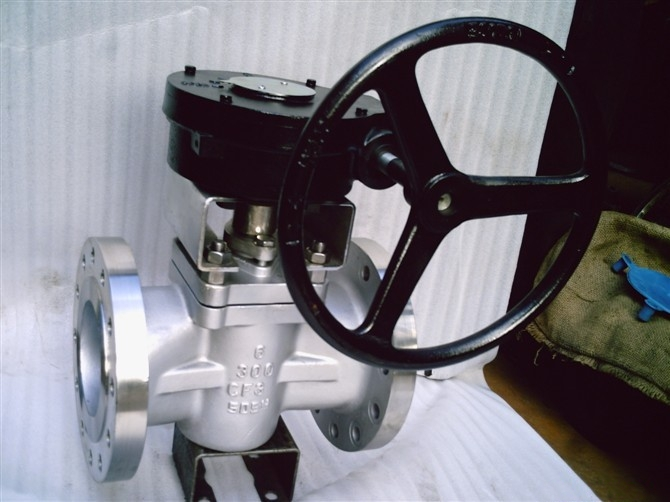
Robinet à clapet ajusté par un volant avec réducteur

Contrairement à d'autres modèles de vannes, le robinet à soupape est adapté à la régulation de débit des fluides. La régulation est d'autant plus fine que la forme du clapet (souvent parabolique) est profilée. La puissance émise par un échangeur par exemple pourra ainsi être directement proportionnelle à l'ouverture de la vanne. 
Les inconvénients de la vanne à clapet sont :
- Le taux de fuite ;
- La perte de charge ;
- L'encombrement ;
- L'effort pour manœuvrer la vanne en fonction de la pression.

Comme pour la vanne à opercule, le robinet à soupape est actionné par un volant et une tige montante ou non. 
La régulation automatique est souvent assurée :
- par un moteur pneumatique à membrane en milieu industriel ;
- par un moteur électrique en CVC.

Le mouvement du clapet à la fermeture s'oppose au passage du fluide, pour réduire les coups de bélier, en particulier lorsque la vanne est automatisée.
DN - Diamètre nominal, par exemple DN10, DN12, DN15, DN20, DN25, DN32, DN40, ... (l'ordre et les dimensions correspondent approximativement aux diamètres nominaux en pouces mentionnés ci-dessus) 
ACS - Agrément pour l'eau potable en France 
DVGW/SVGW/ÖVGW - approuvé par le DVGW pour une utilisation dans les installations de gaz ou d'eau potable (Allemagne ; Suisse ; Autriche) KIWA - approuvé par le 
KIWA (anciennement Keuringsinstituut voor Waterleidingartikelen), un fournisseur de certifications et de services d'inspection dans les domaines du gaz, de l'énergie, de l'eau potable et de la sécurité de production 
OV - Abréviation du fabricant Oventrop 
HFF - Fabricant Hage Fittings et Flanges (acquisition par Aalberts N.V.) 
STC - Fabricant Starfit China 
PN - Classe de pression, c'est-à-dire la pression admissible dans la plage de fonctionnement typique ; selon la température et l'application, une pression maximale plus élevée ou plus basse peut être obtenue 
Matériau - Souvent en acier inoxydable 304/316

### Vanne à boisseau

#### Vanne à boisseau sphérique, ou «à boule»

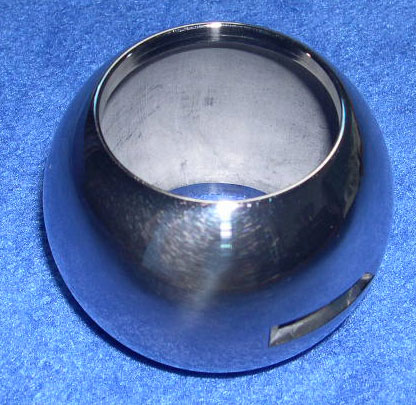
Boule ou boisseau sphérique

La vanne à boisseau sphérique (ball valve en anglais) est équipée d'une sphère percée d'un trou, souvent de même diamètre que l'alésage de la vanne. Mais par raison d'économie, certaines vannes ont une sphère plus petite avec un passage plus petit : l'inconvénient est une perte de charge plus importante que celle de la vanne plein passage. Elle a l'avantage d'être manœuvrable rapidement en tournant le levier de manœuvre d'un quart de tour seulement. Elle est utilisée pour des fluides "propres" comme l'eau, le gaz, le pétrole à l'exception des fluides chargés ou de la vapeur.
La vanne à boisseau sphérique est employée dans les installations de chauffage central ou d'eau sanitaire. C'est une vanne d'arrêt pour couper la circulation d'eau dans une partie du circuit, mais elle est également utilisée en vanne de régulation de débit si elle est équipée d'un opercule de régulation adapté. 
Les avantages sont : 
- l'étanchéité à la fermeture ;
- la compacité ;
- la faible consommation moteur pour manœuvrer la boule.

Le bouchon à tête hexagonale peut être remplacé par un petit robinet de purge pour vidanger la tuyauterie que la vanne a isolée.
La vanne à boule flottante est maintenue seulement par la tige de manœuvre et les sièges ; elle se distingue de la vanne à boule arbrée, qui est maintenue en place par un axe à la partie inférieure. Cette seconde configuration est surtout utilisée pour les fluides à haute pression.
Le corps de la vanne à boule se présente sous différentes formes :
- corps monobloc : 1 pièce ;
- corps 2 pièces : deux coquilles boulonnées entre elles qui enferment la boule ;
- corps 3 pièces : la partie centrale est serrée par des tirants fixés sur les extrémités ;
- corps soudé : entièrement soudé, pour limiter les risques de fuite pour les applications sous-marines.

#### Vannes (ou robinets) multivoies à boisseau
- Vue du haut à gauche : robinet 2 voies ;
- Vue du haut à droite : robinet 3 voies en « L » ;
- Vue du bas à gauche : robinet 3 voies en « T » (pour préciser et distinguer du cas précédent) ;
- Vue du bas à droite : robinet 4 voies.

Les voies sont en effet les passages possibles que peut emprunter le fluide pour entrer ou sortir du corps

#### Vanne à boisseau conique
Il s'agit vraisemblablement du premier type de vanne qui ait existé. On le retrouve entre autres dans les canalisations des cités romaines. Le principe est le même que celui de la vanne à boule, mais l'opercule est constitué d'un cône percé. Le boisseau peut être inversé (base en bas) ou non selon l'application. L'étanchéité du corps se fait par l'injection de graisse sous pression ou par une chemise en téflon (entre le corps de la vanne et le tronc de cône).

### Vanne papillon
La vanne « papillon » est utilisée pour les tuyauteries de diamètre 50 mm (2 pouces) et plus. Elle se présente sous un format « gaufré » ou à brides.

#### Vanne papillon gaufrée

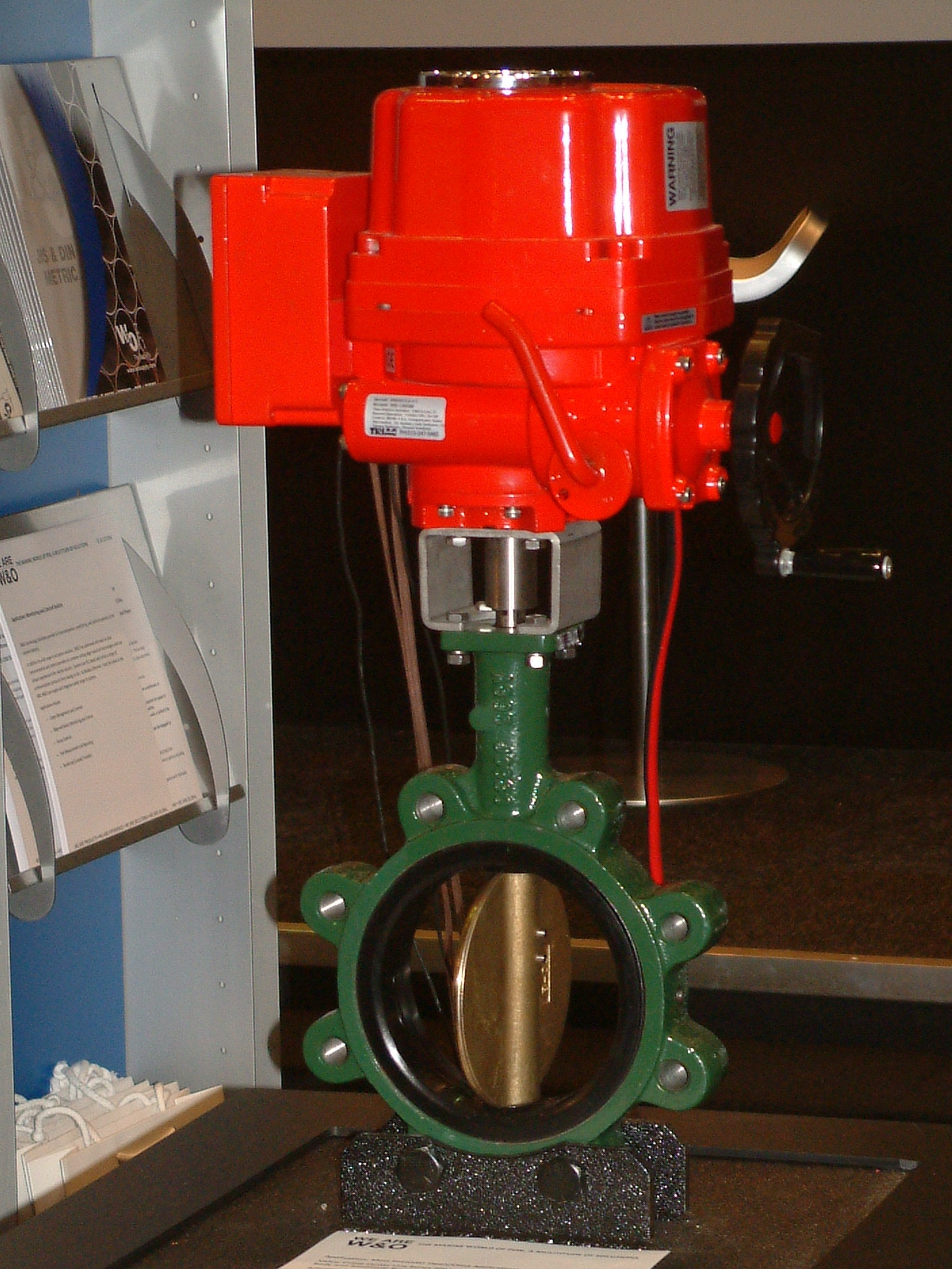
Vanne papillon gaufrée avec actionneur

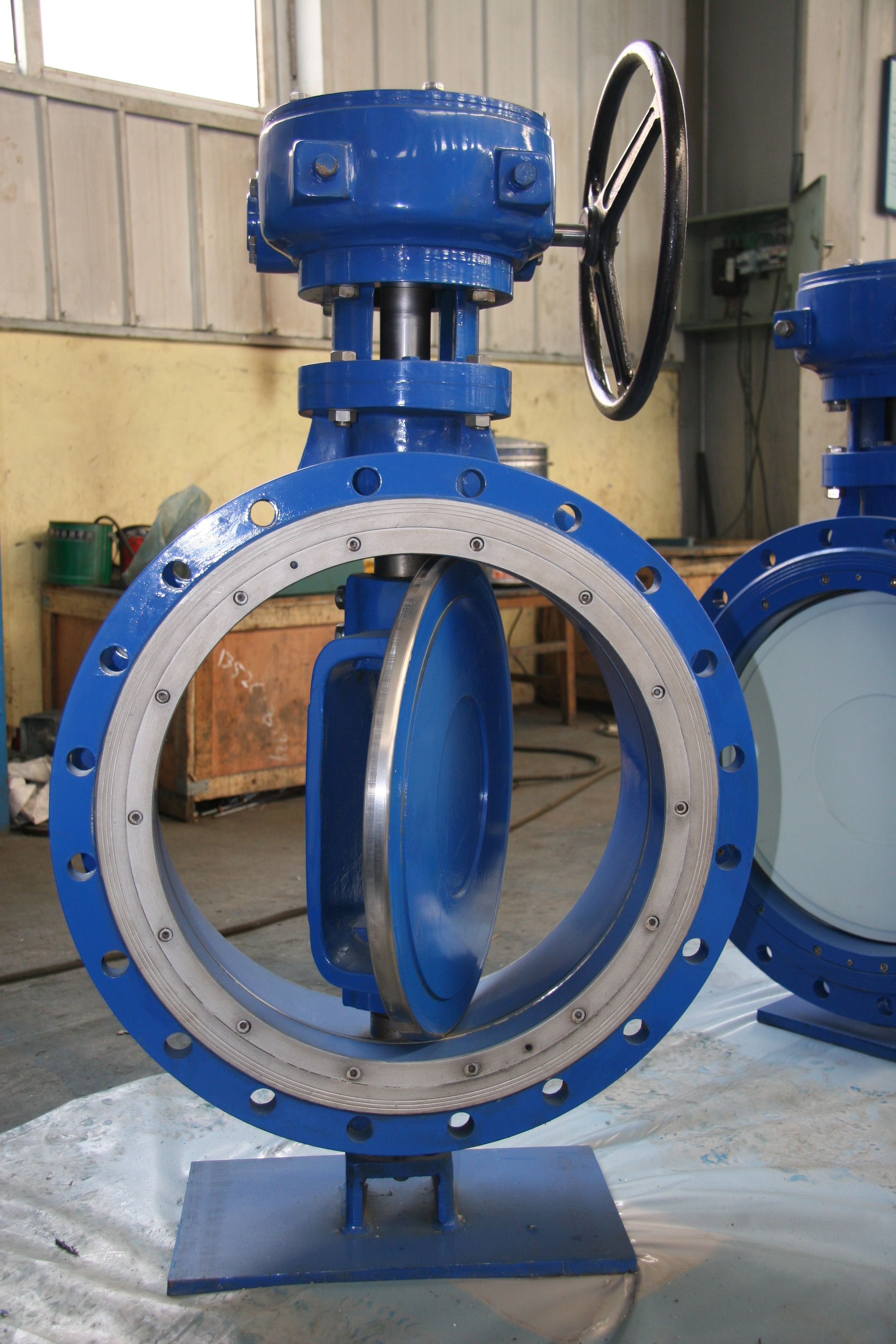
Vanne papillon à brides

Le format gaufré s'installe entre deux brides de la tuyauterie qui servent de fixation et retenue par des oreilles de centrage. La vanne papillon gaufrée arrête le débit du fluide qui circule dans la tuyauterie. 
Comme elle est installée entre deux brides, elle ne peut être enlevée sans avoir vidé au préalable toute la tuyauterie (à moins d'avoir assuré sa fixation par un jeu d'écrous supplémentaires, de part et d'autre des oreilles de centrage).

#### Vanne papillon à brides
Le format à brides a le même usage que la précédente avec l'avantage qu'on peut enlever la tuyauterie en aval de la vanne sans vider la tuyauterie amont, après avoir fermé la vanne.
Pour les petits diamètres de tuyauterie, les vannes papillons peuvent être actionnées au moyen d'un levier (de 2 1/2 à 4 pouces "63,5 à 100 mm"). Pour les gros diamètres (8 pouces "200 mm" ou plus), un actionneur à volant avec engrenage démultiplicateur est nécessaire du fait des efforts requis pour la manœuvre. L'actionneur peut être aussi manuel / pneumatique ou manuel / électrique.

#### Utilisation en régulation de débit

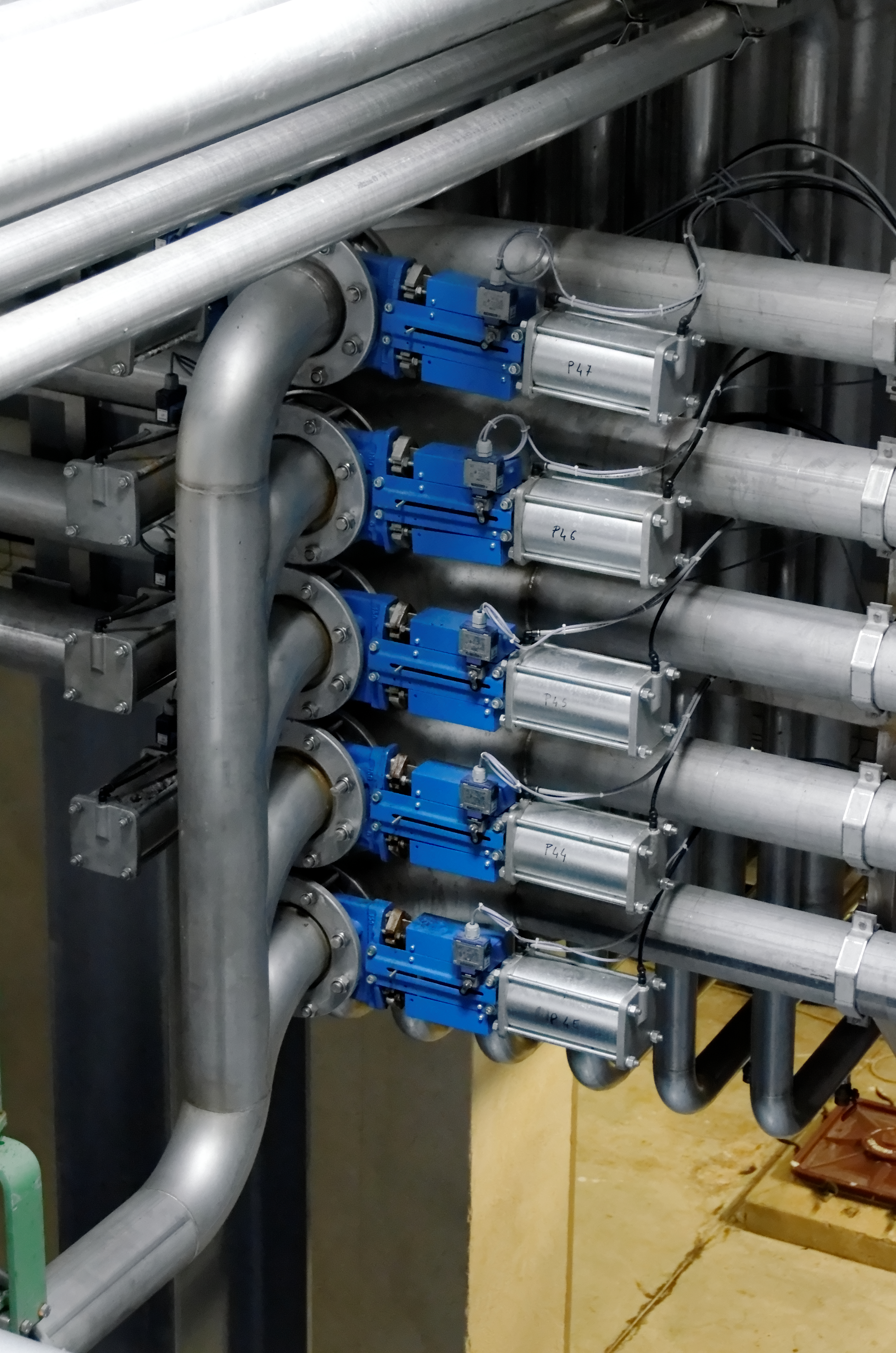
Vannes guillotines à commande pneumatique sur une canalisation à vendange

Animation de l'opercule d'une vanne papillon

Contrairement à d'autres modèles de vannes dont la position doit être ouverte ou fermée, la vanne papillon peut servir au contrôle de débit par la turbulence qu'elle provoque quand elle est positionnée plus ou moins ouverte. Beaucoup d'autres vannes ne modifient le débit que lorsqu'elles sont presque fermées, d'où leur usage exclusif comme vanne tout ou rien.

### Vanne guillotine
La vanne guillotine est une vanne d'arrêt sur un réseau d'eaux chargées ou à pression. La descente et la remontée de l'opercule se font par une tige équipée d'une poignée (généralement un volant). L'obturateur est ouvert lorsque la tige est remontée et fermé à l'inverse, à l'image d'une lame de guillotine qui coupe le flux. 
La vanne guillotine est conçue comme un corps étroit ; il n'y a pas de rotation de l'opercule comme pour une vane papillon.  La descente du volet se fait entre deux manchons de raccordement. 
La vanne guillotine est une vanne ouverte ou fermée, parfois dont la fermeture est ajustée, mais en aucun cas un type de vanne adapté pour la régulation de débit.   

### Vanne à cage
De conception proche des vannes à clapet, ici la cage aussi bien que le clapet contribue au réglage du débit. Les cages peuvent avoir des formes très variées permettant de produire toutes formes de courbes caractéristiques. Elles permettent d'effectuer la détente en plusieurs étages, utile pour résoudre des problèmes de bruit ou de cavitation 

### Vanne à membrane

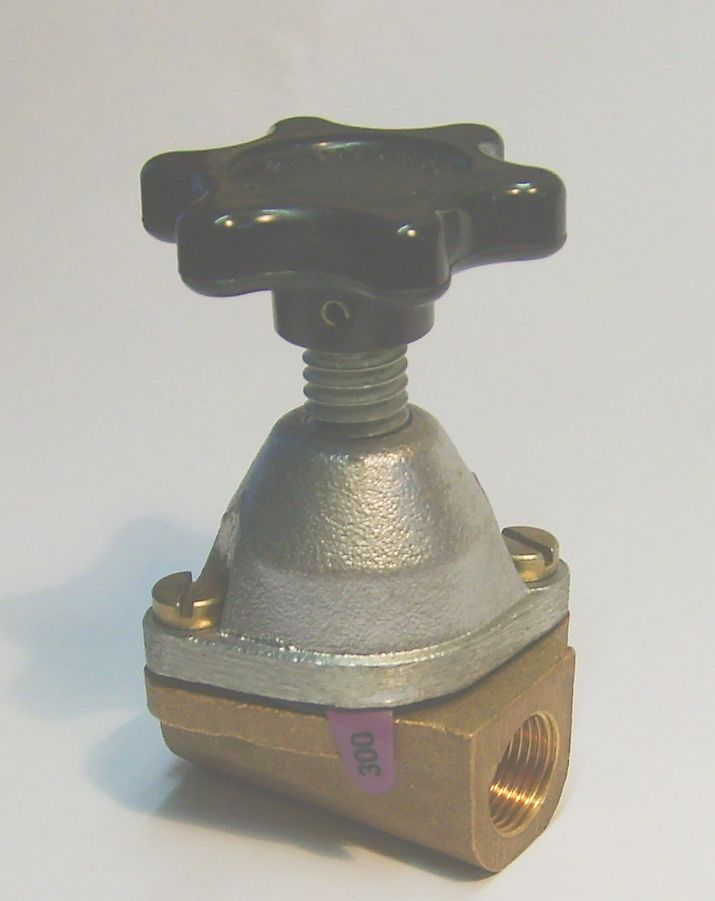
Petite vanne à membrane

La vanne à membrane est composée d'un piston, d'une membrane, d'un siège et d'un corps. Le mouvement du piston, actionné par voie manuelle, pneumatique ou motorisée déforme la membrane qui vient obstruer la surface du siège, sans contact entre l'extérieur ou l'actionneur et le fluide. Le fluide ne passe plus, la vanne est fermée. La conception du piston et du siège évitent la compression excessive de la membrane. La membrane peut être métallique, en plastique ou en d'autres matériaux (élastomère ou mélange d'élastomères). Cette vanne limite au maximum les "zones mortes" et est pour cette raison utilisée dans les procédés aseptiques et hygiéniques de l'industrie alimentaire ou pharmaceutique, ou pour des produits chimiques agressifs, très visqueux et/ou abrasifs, ou dans des circuits nécessitant d'être périodiquement désinfectés ou bien nettoyés. Certains modèles ont une membrane à usage unique et peuvent être facilement démontés et être stérilisés (à la chaleur ou par irradiation gamma). Certains modèles résistent à des pressions pouvant atteindre une dizaine de bars et à des guides très abrasifs (ciments, granulats, fluides miniers...).
Une variante en est la « vanne à manchons » où deux membranes sont pressées l'une contre l'autre.

### Vanne rotative
Vanne ou écluse rotative utilisée dans le transfert de produits pulvérulents

### Vannes spéciales

#### Vannes tous fluides
Dans les applications d'automatisme, les vannes tous fluides se distinguent par les caractéristiques suivantes : contrôle des fluides, fluides conventionnels, pour air sec, pour l'air et l'eau, vannes 2/2 à commande directe, vannes pour application haute pureté, pompes de process, positionneur électro-pneumatique.

#### Vanne-secteur, ou vanne-segment
Une vanne-secteur (ou vanne secteur, et également appelée vanne-segment) est constituée d'un segment de cylindre pouvant pivoter sur son axe. Elle est souvent utilisée en haut des barrages hydrauliques, car sa forme permet de transmettre les efforts dus à la pression du fluide sur sa surface sur l'axe du cylindre, rendant ainsi l'effort nécessaire à sa manœuvre peu sensible à cette pression.

#### Vanne levante
Une vanne levante est une vanne constituée d'un obturateur plat, maintenu en position fermée par la force de pesanteur, et qu'il suffit de soulever pour passer en position ouverte.

#### Vanne plongeante
La vanne plongeante est un type de vanne souvent utilisé pour les roues à aubes.

## Les actionneurs de vanne

### Les actionneurs fixes
Si le mouvement de la vanne n'est pas manuel, par un volant ou un levier ajustable, il est possible d'y adjoindre un servomoteur (actionneur). Le servomoteur met en mouvement la tige de l'opercule de la vanne, avec deux fonctions : 
- Lutter contre la pression du fluide glissant sur l'opercule et réguler le débit traversant la vanne
- Assurer l'étanchéité de la vanne

Les servomoteurs sont actionnés par l'air comprimé (vanne pneumatique), l'eau ou l'huile (vanne hydraulique), l'électricité (servomoteur électrique d'une électrovanne).

### Les actionneurs portables
Il est également possible de motoriser une vanne manuelle avec un actionneur portable pour améliorer le confort de manœuvre des opérateurs mais également en cas d'absence d'énergie disponible (vannes isolées). Dans ce cas, il existe des actionneurs portables pneumatique, électrique sur batterie ou thermique (à essence).  

## Vannes selon leur utilisation
La vannelle, vantelle, ou encore ventelle, peut désigner une petite vanne destinée à remplir ou à vider le sas d'une écluse, ou une petite valve destinée à régler le débit d'une conduite.
La vanne de décharge est une vanne destinée à éliminer un excédent d'eau.
La vanne de chasse sert à vider complètement un réservoir.
La vanne de compensation sert à ajuster la différence de pression entre deux compartiments, souvent de l'air sous pression et l'air extérieur.
La vanne de garde est une vanne de sécurité destinée à isoler un dispositif normalement alimenté en fluide de sa conduite d'alimentation, pour l'entretien du dispositif ou en cas d'incident.
Les vannes d'amont et les vannes d'aval permettent respectivement de remplir et de vider une écluse afin d'équilibrer le niveau d'eau, respectivement avec le niveau du bief situé avant les portes amont (côté où le niveau d'eau est le plus haut, donc de remplir l'écluse) et avec le niveau du bief situé après les portes aval (où le niveau d'eau est le plus bas).
La vanne police est une vanne 1/4 de tour permettant la fermeture rapide des tuyauteries de petits et moyens diamètres. Principalement utilisée pour le gaz, elle porte ce nom car autrefois seule la police avait la grosse clé nécessaire pour les manipuler.
Ces dernières appellations peuvent également être appliquées pour les vannes servant à l'isolation des pompes, la vanne d'amont étant à l'aspiration de la pompe, et la vanne d'aval étant celle située au refoulement.
D'autres vannes destinées à des utilisations particulières sont également désignées par des noms spécifiques : vanne de déversement, vanne d'irrigation, vanne de prise d'eau, vanne d'aspirateur, etc.

## En conditions extrêmes
Pour certains engins (fusées, satellites, station orbitale...) et certains systèmes industriels, tels que les installations marines offshore, les installations sous-marines, les installations nucléaires, les forages de gaz de schiste, les systèmes de fracturation hydraulique et les forages pétroliers profonds dits à haute pression et haute température (HP/HT, où le fluide est aussi généralement très corrosif, parfois capable de bloquer une vanne et/ou de percer les aciers spéciaux d'une vanne, comme dans le cas de la fuite d'Elgin survenue en 2012 sur une plateforme de forage appartenant au Groupe Total en Mer du Nord, installation qui forait à plus de 5,6 kilomètres sous la plateforme, là où la pression atteignait à la base du puits environ 1 100 bars et des températures de gaz montaient à 190 °C, voire à plus de 200 °C, faisant que les condensats remontant sont susceptibles aux points de détente ou de refroidissement de générer des dépôts cristallisés solides de sulfure de plomb et de sulfure de zinc, sources d'entartrage très résistants aux acides, capables de bloquer les vannes), des vannes spéciales ou des matériaux spéciaux répondent ou tentent de répondre à divers types de conditions extrêmes.